# Pełnia księżyca nad Blue Water
Pełnia księżyca nad Blue Water (ang. Full Moon in Blue Water) – amerykański film dramatyczny z 1988 roku napisany przez Billa Bozzone’a i wyreżyserowany przez Petera Mastersona. Główne role w filmach zagrali Gene Hackman i Teri Garr.
Premiera filmu miała miejsce 23 listopada 1988 roku w Stanach Zjednoczonych.

## Fabuła
Floyd (Gene Hackman) po śmierci ukochanej żony mieszka z teściem. Pomaga mu Jimmy (Elias Koteas) i zakochana w nim Louise (Teri Garr). Pewnego dnia Charlie (Kevin Cooney) składa mu propozycję kupna baru. Transakcja ma być przeprowadzona zanim wszyscy się dowiedzą o budowie wiszącego mostu, łączącego Blue Water z resztą świata.

## Obsada
- Gene Hackman jako Floyd
- Teri Garr jako Louise Taylor
- Burgess Meredith jako generał
- Elias Koteas jako Jimmy
- Kevin Cooney jako Charlie O’Donnell
- David Doty jako Virgil
- Gil Glasgow jako Baytch
- Becky Ann Baker jako Dorothy (wymieniona jako Becky Gelke)
- Marietta Marich jako Lois
- Alexandra Masterson jako Annie Gorman (wymieniona jako Lexie Masterson)